# Тягин, Борис Евстафьевич
Борис Евстафьевич Тягин (20 марта 1880, Архангельск — 24 июня 1919, Севастополь, Таврическая губерния) — русский морской офицер, капитан 1-го ранга. Участник  Русско-японской войны и Первой мировой войны. Начальник штаба красного Черноморского флота в апреле-июне 1919 года. Застрелен белыми офицерами эсминца "Живучий".

## Биография
Борис Евстафьевич Тягин родился 20 марта 1880 года в Архангельске. Из потомственных дворян Херсонской губернии. Отец Евстафий Алексеевич (1844-1898) полковника корпуса флотских штурманов, мать - Александра Ивановна. Братья Платон (1877), Александр (1884), сестра Нина. Окончил Морской кадетский корпус в 1901 году. Мичман (06.05.1901). Выпущен на Балтийский флот. На «Сивуче” (штурманский офицер 1903 - 21.06.1904).
Участник русско-японской войны, герой Порт-Артура. На миноносце «Лейтенант Бураков» (вахтенный начальник 21.06.1904 - 17.07.1904), «Бдительный» (вахтенный начальник 24.07.1904 - 31.08.1904), «Сильный” (вахтенный начальник 31.08.1904 - 31.10.1904), на канонерской лодке «Отважный» (вахтенный начальник - числился с 31.10.1904). Дважды контужен, второй раз тяжело (31.10.1904) при подрыве «Сильного» на мине. После сдачи Порт-Артура находился в его госпитале по ранению (08.12.1904 - 21.01.1905), после чего эвакуирован в Россию. Лейтенант (17.04.1905).
Закончил в 1907 году временный штурманский офицерский класс. Закончил Артиллерийский офицерский класс в 1910 году. Закончил основной (1913) и дополнительный (1914) курсы военно-морского отдела Николаевской Морской академии. Выпущен на Балтийский флот. Капитан 2-го ранга (06.04.1914). В 1915 году начальник строевого отделения Штаба Морской крепости Петра Великого. Участник Первой мировой войны.
Флаг-капитан Штаба начальника высадки Черноморского флота контр-адмирала М. И. Каськова (02.04.1916). Начальник обороны устьев Дуная (допущен 22.08.1917, принял 13.09.1917, назначен 03.10.1917, сдал 04.12.1917) с исключением из чинов резерва Черноморского флота. Помощник начальника Центродема. В марте 1918 года назначен председателем комиссии по подготовке эвакуации Черноморского флота в Новороссийск.
В 1918-1919 годах командовал Севастопольским портом, а после прихода красных в апреле 1919 года не перешел в ходе Крымской эвакуации (1919) с белыми в Новороссийск, а остался в Севастополе на службе красных. Начальник штаба красного Черноморского флота в апреле-июне 1919 года.

### Гибель
Застрелен офицерами миноносца «Живой» в ночь с 24 на 25 июня 1919 года в своей квартире в Севастополе.
Секретарь морской следственной комиссии Белого Черноморского Флота А. Н. Невахович воспоминал, что капитан 1-го ранга Тягин работал в большевицком стане, был одним из наиболее ценимых и доверенных спецов. Когда большевики были вынуждены в июне 1919 года покинуть Крым, имел возможность скрыться, но остался и в первый день восстановленной белой власти появился с демонстративным видом на Бульваре. В форменном костюме без погон и без кокарды на фуражке разгуливал в людных местах, словно мертвец ищущий могилы.
Вечером того самого дня, когда комиссия вынесла постановление об аресте капитана 1-го ранга Тягина над ним свершился самосуд. В его квартиру позвонили офицеры миноносца «Живой», первым занявшего Севастополь. Хозяин открыл дверь. Увидев своих бывших сослуживцев, Тягин слегка побледнел, иронически холодно поклонился и пригласил всех войти в столовую.
— Чему обязан посещением вашим, господа офицеры?.
— Мы пришли к вам, бывший капитан 1-го ранга Тягин, ныне начальник штаба красного флота, — потребовать у вас объяснений вашего изменнического поведения.
— Нельзя ли обойтись без запоздалых выговоров, господа офицеры. Я готов к законной ответственности за свои поступки. Как видите, я не сбежал и не скрываюсь. Почему меня не арестовывают и не судят?
— Вы, как подлый предатель, недостойны предстать перед русским военным судом. Вы осквернили священный Андреевский флаг. Вас надо пристрелить, как собаку.
Старший офицер поднял револьвер и выстрелил. Тягин нагнулся всем телом вперед, потом сейчас же резко откинулся и без единого стона грохнулся навзничь.
Я [Невахович], что об этой сцене узнал с чужих слов. Вероятно Тягин, разочаровавшись в большевиках, сознательно избрал такой путь самоубийства. А если бы этот сильный даровитый человек не предпочел смерть бесчестью, то был бы теперь, несомненно, одним из виднейших советских адмиралов.

## Награды
- орден Святой Анны 4-й степени «за храбрость» (11.10.1904, утв. 15.11.1904) за труды и распорядительность по обороне и защите Порт-Артура,
- орден Святой Анны 3-й степени с мечами и бантом (12.12.1905)[3].
- орден Св. Владимира 4-й степени (26.12.1914).
- медаль «За труды по отличному выполнению всеобщей мобилизации 1914» (12.02.1915) свидетельство № 1646.